# Hobart Muir Smith
Hobart Muir Smith (26 september 1912 – 4 maart 2013) was een Amerikaans herpetoloog.

## Biografie
Hobart Muir Smith werd geboren als Frederick William Stouffer. In 1916 werd hij geadopteerd door de familie Smith. Smith studeerde wetenschappen aan de Universiteit van Kansas. Hij doctoreerde in 1936. Vanaf 1937 werkte hij voor het Field Museum of Natural History. Later werd hij professor aan de Universiteiten van Kansas en Illinois. Smith beschreef meer dan 100 verschillende soorten reptielen en amfibieën. Verschillende diersoorten zijn naar hem genoemd als eerbetoon. Voorbeelden zijn de slang Tantilla hobartsmithi en de hagedis Anolis hobartsmithi, die tot de anolissen behoort.
Smith overleed in 2013 op 100-jarige leeftijd.